# Paola De Micheli
Pour les articles homonymes, voir De Micheli.
Paola De Micheli (née le 1er septembre 1973 à Plaisance) est une femme politique italienne, membre du Parti démocrate.
Elle est secrétaire d'État du 23 septembre 2017 au 1er juin 2018 dans le gouvernement Gentiloni. 
Elle est ministre des Infrastructures et des Transports du 5 septembre 2019 au 13 février 2021 dans le gouvernement Conte II.